# Nina Childress
Pour les articles homonymes, voir Childress.
Nina Childress est une musicienne et artiste peintre franco-américaine, née en 1961 à Pasadena (États-Unis).

## Biographie
Née en 1961 d’une mère française et d’un père scientifique américain, Nina Childress est élevée dans un milieu artistique : sa grand-mère paternelle américaine, Doris Childress (1909-2001), était peintre ; le troisième époux de sa grand-mère maternelle française, Georges Breuil (1904-1997) était également peintre ; ses parents sont tournés vers le théâtre, les expositions, le grand art et fréquentent Christo et Jeanne-Claude -,avec qui le père de Nina a travaillé.
À la suite du divorce de ses parents, elle vit une enfance ballotée entre New York et la banlieue ouest de Paris. Depuis 1966, elle vit définitivement à Paris. Elle décide très tôt de se diriger vers la peinture.
Dès son entrée aux Arts décoratifs de Paris en 1981, elle forme, sous le nom de Nina Kuss(chant, orgue) avec Laul (basse), Masto (saxo, tambour, chant), Raoul Gaboni (batterie), le groupe post-punk Lucrate Milk. En 1982, quand ce groupe fait la première partie de Einstürzende Neubauten à l’occasion de la 12e Biennale de Paris au musée d'Art moderne de Paris, il se fait surtout connaître pour son titre « I Love You, Fuck off », dont Helno chante l’introduction.
Fin 1984, après le départ de Jean Faucheur, Nina Childress rejoint les membres du collectif des Frères Ripoulin, : Bla+Bla+Bla, Closky, Manhu, OX, Piro Kao (Pierre Huyghe) et Trois-carrés.
Après un grave accident de parapente en août 1990, le travail de Nina Childress redouble d’intensité.
En 2009, alors qu’elle travaille sur une installation d’envergure à propos de Simone de Beauvoir, le Frac Limousin l’invite pour une exposition monographique qu’elle nommera « La haine de la peinture ». Cette même année, Christian Bernard, directeur du MAMCO de Genève, lui offre une importante exposition personnelle nommée « Détail et destin » — un tournant décisif dans sa carrière. Suivront diverses expositions en France et autres pays européens. Offrant une revisite grinçante de l’histoire du portrait dans la culture populaire occidentale, sa peinture capte de plus en plus les clichés de représentations féminines. Pour certains tableaux, elle réalise plusieurs versions, oscillant entre perfectionnisme et maladresse, entre réalisme et dessin caricatural, entre good et bad. En 2011, elle propose une réinterprétation « féminine et toute personnelle » de l’Enterrement à Ornans de Gustave Courbet, qu’elle peuple de femmes vertes dénudées en compagnie de cygnes. En 2015, l’exposition « Magenta », au CRAC de Sète, montre des corps féminins maladroits et sensuels à contre-courant des fantasmes masculins.
À la rentrée 2019-2020, Nina Childress est nommée cheffe d’atelier à l’École nationale supérieure des beaux-arts de Paris, et la Fondation Ricard lui offre cette même année une exposition personnelle « Lobody noves me »,, dont le commissaire est Éric Troncy, qui sera couronnée de succès public et critique. Cette période marque également le début de ses tableaux peints à l'aide de pigments phosphorescents. Une exposition monographique exclusivement dédiée à cette technique est organisée par l’artothèque de Caen et à la FIAC 2021 par la galerie Bernard Jordan.
En 2021, Nina Childress est nommée chevalier de la Légion d'honneur pour son parcours au service de la culture. Une grande rétrospective lui est dédiée en décembre à Bordeaux au Frac Méca Nouvelle-Aquitaine. À cette occasion, l'ENSBA Paris, la galerie Bernard Jordan et le FRAC MECA co-édite son catalogue raisonné peintures ainsi que son autobiographie écrite par Fabienne Radi. En 2022, Nathalie Karg lui offre sa première exposition personnelle à New-York. La même année, elle rejoint la galerie Art: Concept à Paris.
Le 27 mars 2024, elle est élue au fauteuil 11 de la section peinture de l'Académie des Beaux-Arts, en même temps que la plasticienne Tania Mouraud.

## Distinctions personnelles
- Chevalier de la Légion d'honneur

## Expositions

### Expositions personnelles
- 1984 : Nina en Bretagne, galerie Arlogos, Nantes.
- 1987 : L’art aménagé, galerie du Verseau, Paris.
- 1991 : Exposition pour chiens et pigeons, galerie le Bail Viaud, Paris.
- 1992 : 50 bonbons agrandis 50 fois, galerie de l’Horloge, Paris.
- 1993 : Savons, galerie Jennifer Flay, Paris.
- 1996 : Nina Childress, galerie Philippe Rizzo, Paris.
- 1998 :
  - Hair Pieces, galerie les Singuliers, Paris.
  - Espace Gustave Fayet, Sérignan.
- 2000 : Blurriness, galerie Domi Nostrae, Lyon.
- 2001 : Blurriness, galerie Éric Dupont, Paris.
- 2002 : Blurriness, galerie Artra, Milan et Gênes (Italie).
- 2003 : Mes longs cheveux…, galerie Éric Dupont, Paris.
- 2004 : Mes longs cheveux…, galerie Artra, Gênes (Italie).
- 2005 : Peintures abstaites, galerie Frontières, Lille.
- 2007 :
  - Nina Childress, galerie Bernard Jordan, Paris ;
  - Nina Childress, FRAC Limousin hors les murs, théâtre de l’Union, Limoges.
- 2008 : (RVB), galerie Iconoscope, Montpellier.
- 2009 :
  - En première loge, galerie apdv-Yvon Nouzille, Paris ;
  - Détail et destin, MAMCO, Genève ;
  - La haine de la peinture,Fonds régional d'art contemporain, Limoges ;
  - Tableaux / Bilder, galerie Bernard Jordan, Zürich.
- 2010 :
  - Die Grüne Kammer, galerie Heinz-Martin Weigand, Karlsruhe ;
  - La fille verte, galerie de l'école d'art, Valence.
- 2011 :
  - L’effet Sissi, MAMCO, Genève ;
  - L’enterrement, galerie Bernard Jordan, Paris.
- 2012 : Umriss, galerie Bernard Jordan, Zürich.
- 2013 :
  - Der Grüne Vorhang, Heinz Martin Gallery, Berlin ;
  - Le triangle des Carpathes, galerie Iconoscope, Montpellier.
- 2014 :
  - Jazy, Hedy & Sissi, Centre d'art contemporain La Halle des bouchers, Vienne ;
  - Les Nudistes, galerie Bernard Jordan, Paris.
- 2015 :
  - Good Wife, American Gallery, Marseille ;
  - Magenta, CRAC, Sète.
- 2016 :
  - Elle aurait dû rester au lit, galerie Bernard Jordan, Paris ;
  - Le requiem du string, le Carré, Château-Gontier ;
  - Peindre et acheter, le Parvis, Tarbes.
- 2017 : Sylvissima, Palette Terre, Paris.
- 2018 :
  - Chéryl Carpenter, galerie Bernard Jordan, Paris ;
  - Le hibou aussi trouve ses petits jolis, le printemps de septembre, Toulouse.
- 2019 : Dilindam, galerie Iconoscope, Montpellier[20].
- 2020 :
  - Phosphorescente, galerie Bernard Jordan, Paris ;
  - Projet 4x3, Lendroit éditions, Rennes[21] ;
  - Lobody noves me, Fondation Paul-Ricard, Paris.
- 2021 : 
  - Genoux serrés , artothèque, Caen.
  - Body Body - Frac Nouvelle-Aquitaine, MÉCA, Bordeaux

- 2022 :
  - Who’s that girl ?, Nathalie Karg Gallery, New York
  - le Tombeau de Simone de Beauvoir, Musée des Beaux-Arts, Rouen
  - Cils Poils Cheveux, Musée des beaux-arts de La Chaux-de-Fonds
- 2023 : 
  - Unisexe, galerie Art: concept, Paris

### Expositions collectives (sélection)
- 2008 :
  - Des jeunes gens modernes, galerie agnès b., Paris ;
  - La dégelée Rabelais / imago mundi, galerie Iconoscope, Montpellier ;
  - HangART 10, Salzburg (Autriche).
- 2009 :
  - Modern young people, galerie agnès b., Hong Kong ;
  - Les réalismes, MASP, São Paulo, musée de Porto Alegre ;
  - Les années 80 second volet, Le Magasin, Grenoble ;
  - Galerie Bernard Jordan, Paris ;
  - Une exposition de peinture, Zoo galerie, Nantes.
- 2010 :
  - Brune/blonde, Cinémathèque française, Paris ;
  - Électro géo, FRAC Limousin, Limoges ;
  - Tenir debout, musée des Beaux-Arts, Valenciennes ;
  - Laisse les gondoles, galerie Iconoscope, Montpellier ;
  - Le carillon de Big Ben, Centre d'art d'Ivry, Ivry ;
- 2011 :
  - Narrative, critique, libre…, FRAC Limousin, Limoges ;
  - Paillettes, prothèses, poubelles, Sala San Miguel, Fundacion Caja de pensiones, Castellon de la Palna (Espagne).
  - Si loin si proche, L’imagerie, Lannion ;
  - Femme objet femme sujet, CAC, Maymac ;
  - 3 Jahre Zürich, galerie Bernard Jordan, Zürich ;
- 2012 :
  - Drawing room, Carré Saint-Anne, Montpellier ;
  - Biens communs II, MAMCO, Genève ;
  - Pavillon, galerie Domi Nostrae, Lyon ;
  - Peinture surface, LAC, Sigean ;
  - Le spectacle de la nature, domaine départemental de la Garenne-Lemot, Clisson.
- 2013 :
  - Le regard du bègue, MAMCO, Genève ;
  - Nouvelles vagues, palais de Tokyo, Paris ;
  - La maison des artistes, musée des Beaux-Arts, Limoges ;
  - Draw by law 2, Espace Gred, Nice ;
  - À hauteur d’oreille, galerie MAD, Marseille ;
  - Ricochet, galerie municipale Jean Collet, Vitry-sur-Seine.
- 2014 :
  - Europe, Europe, Espace Treize et Astrup Fearnley Museet, Oslo (Norvège) ;
  - Autres Narcisses, galerie du Théatre de l'Union, Limoges ;
  - Optical Sound 1,2, Lage Egal, Berlin ;
  - Blanc/Childress/Gredzinski, Espace Gred, Nice ;
  - Choices, galerie de l'ENSBA, Paris ;
- 2015 :
  - Dead ringers, galerie Christophe Gaillard, Paris ;
  - J'aime les panoramas, MUCEM, Marseille ;
  - Peindre, dit-elle, musée départemental d’Art contemporain, Rochechouart ;
  - J’aime les panoramas, musée Rath, Genève ;
  - Femina, pavillon vendôme, centre d’art contemporain de Clichy ;
- 2016 :
  - La peinture à l’huile c’est bien difficile, FRAC Languedoc-Roussillon, Montpellier ;
  - Galeristes, galerie Bernard Jordan, Paris ;
  - Œil de lynx et tête de bois, atelier Neil Beloufa, Villejuif ;
  - Paysages contemporains, domaine de Kerguéhennec ;
  - Histoire du flou, galerie Bernard Jorda, Paris ;
- 2017 :
  - Libres figurations, Fondation Leclerc, Landerneau ;
  - Hôtel des arts, hôtellerie Sainte-Foy, Moissac ;
  - Sous le sable, le feu !, moulin des Évêques, Agde ;
  - Tu sais ce qu’elle te dit… ma concierge ?!, MUBA, Tourcoing ;
  - Exposition avec Marc Antoine Fehr, galerie Bernard Jordan, Paris ;
- 2018 :
  - Slalom, ancien musée de Peinture, Grenoble ;
  - Spectres ou les perspectives menaçantes, Ici gallery, Paris ;
  - Less is more, Bureau d’Art et de Recherche, QSP galerie, Roubaix ;
  - Christmas Show, collection 100%, galerie des Multiples, Paris ;
  - Naturel pas naturel, musée des Beaux-Arts, Ajaccio ;
- 2019 :
  - Futur, ancien, fugitif, palais de Tokyo, Paris ;
  - Crâne souple, tête entière, Open School Galerie, Beaux-Arts Nantes ;
  - Le Dandy des gadoues, Centre d’art contemporain, Noisy-le-Sec[22] ;
  - Opéra monde, Centre Pompidou-Metz ;
  - Les enfants du paradis, MUBA, Tourcoing ;
- 2020 :
  - We never sleep, Schirn Kunsthalle, Francfort ;
  - I love print, L'Endroit éditions, Rennes ;
  - Clichés-Peintures, École nationale supérieure d’art de Limoges.
- 2021 :
  - Inventaire – MAMCO – Genève
  - Histoire, histoires en peinture – Château du Val Fleury – Gif sur Yvette
  - Au train où vont les choses – Palais des Beaux-Arts – Paris
  - Vincentime - Gare de Gland - Suisse
  - Libres Figurations, années 80 - Musée des Beaux-Arts et Cité de la mode et de la dentelle – Calais
  - Une couleur de trop – ENSA – Limoges
  - D’une rive à l’autre – Galerie Bernard Jordan
  - Rencontres Inattendues – Les Plateaux Sauvages – Fabrique artistique et culturelle – Paris
  - Nuit d’un jour – Château de la Borie– Solignac
  - Salle 101 – Centre d’art Tignous – Montreuil
  - Collection en mouvement, images en peinture – Les petites Maisons – Tarnac
  - Peinture Obsolescence Déprogrammée – Musée de l’Abbaye Sainte-Croix des Sables d’Olonne
  - Tutti Frutti – Galerie Bernard Jordan
  - Mutations – Conciergerie – Auch
  - Acquisitions collections permanentes – Musée d’Art Moderne – Paris
  - La vie dans l’espace – Mrac Occitanie – Sérignan

- 2022 :
  - L’artiste et son modèle, collection en Mouvement – Bibliothèque municipale Georges-Emmanuel Clancier – St Léonard de Nobla
  - Obsolescence déprogrammée / Licences libres – Issoudun
  - À mains nues – Mac Val – Vitry
  - Rêveries – Domaine Pommery – Reims
  - You don’t need another plant : L’envie d’aimer – Circonstance Galerie – Nice
  - A rose is a petunia is a mimosa – Galerie Eva Vautier – Nice.

- 2023 :
  - Souvenir nouveau, Le Grand Café, Centre d'art contemporain - Saint-Nazaire, juin-septembre 2023[23]
  - Collection permanente, MCBA, Lausanne
  - Collection permanente d’Art Contemporain, Centre Georges Pompidou, Paris
  - Ridiculously yours, Deichtorhallen/Sammlung Falckenberg, Hamburg, Allemagne
  - Obselfeld, Klemm's Berlin, Allemagne
  - Fancy selfies, Zoo Galerie, Nantes
  - Unrequited love, Nathalie Karg Gallery, NYC
  - Souvenir Nouveau, Grand Café, Saint Nazaire

- 2024 :
  - Games People Play,  Nathalie Karg Gallery, NYC
  - Lacan, Centre Pompidou Metz
  - Olio e pepe, Galerie Art : Concept, Paris
  - Des exploits, des chefs d’oeuvres, Tableaux d’une exposition, [mac] Marseille,
  - Marathon, la course du messager, Musée de la poste, Paris
  - La haute note jaune, Fondation Van Gogh, Arles